# Ordre de Dannebrog
Pour les articles homonymes, voir Dannebrog.
L’ordre de Dannebrog (Dannebrogordenen) est un ordre honorifique danois, créé par le roi Christian V en 1671.

## Description
Au départ, les membres de l’ordre étaient limités à cinquante chevaliers et un grand maître (le souverain). En 1808 de nouveaux statuts sont décidés, créant plusieurs classes :
- grand commandeur (classe réservée aux personnes de sang royal) ;
- 1re classe :
  - grand-croix,
  - commandeur 1er degré ;
- 2e classe :
  - commandeur,
  - chevalier 1er degré ;
- 3e classe :
  - chevalier.

Il existe également une croix d’honneur.
Le grand maître de l’ordre est le monarque, actuellement Frederik X, le chancelier était le conjoint de la reine Margrethe II, le prince consort Henrik, jusqu’à la mort de celui-ci le 13 février 2018.
Les statuts de 1693 des ordres de l’Éléphant et de Dannebrog prévoient que les chevaliers doivent fournir une plaque à leurs armes et devise pour la chapelle des ordres royaux de chevalerie au château de Frederiksborg, tradition qui se perpétue jusqu'à nos jours. Le Danemark, le Royaume-Uni et la Suède sont les trois seuls pays où les armoiries des chevaliers sont exposées dans une chapelle dédiée.
Le Dannebrog, littéralement le « vêtement rouge », est le nom donné au drapeau danois.

## Liste de décorés

### Grand-croix
- Marie-Pierre Kœnig
- Antonio Brignole Sale
- Jean de Lattre de Tassigny
- André Malraux
- Léon Platteau
- Kjeld Hillingsø, 1995
- Gustave de Monttessuy, diplomate.
- Albert II, roi des Belges
- Charles Frédéric le Sage de Fontenay
- Gaspard Frédéric le Sage de Fontenay
- Antoine-Nicolas le Sage de Fontenay
- Baron Adolphe de Vrière, ministre d'État belge.
- Paul Magnette, 2017
- Pieter De Crem, 2017
- François Charles Luce Didelot
- Brigitte Macron, 2018
- Nikolai de Monpezat, 2025
- Felix de Monpezat, 2025

### Commandeur
- Olaf Devik, physicien et météorologue norvégien
- Olfert Fischer, (1747-1829) vice-amiral danois
- Jean Pierre Duprat, (1769-1839) baron du Premier Empire, intendant général.
- Jean Malaurie
- François-Antoine de Montzey
- Gaston Raoul Grandclément
- Général Joseph Georges Antoine Masnou
- Général Louis Auguste Victor Vincent Susane, Inspecteur général de l'artillerie, historien militaire
- Bensalem Smili, ministre de la Pêche maritime et de la Marine marchande (Maroc)[2]

### Chevalier
- Arlette Lévy-Andersen, grand témoin de la Shoah au Danemark
- Johannes Nolet de Brauwere van Steeland, homme de lettres néerlandais, académicien.
- Eigil Knuth, explorateur, archéologue et sculpteur.
- Baron Carl Vilhelm Lange lieutenant général, député et chevalier de Danneborg en 1834.
- Clément Adrien Vincendon-Dumoulin, membre de l'expédition Dumont d'Urville au pôle Sud et dans l’Océanie, sur les corvettes L'Astrolabe et la Zélée, fait le premier calcul de l'inclinaison magnétique permettant ainsi de localiser le pôle Sud magnétique (23 janvier 1838) et dresse la première carte de la Terre Adélie (1840).
- Marie-Claire Alain, organiste[3].
- Viggo Dorph-Petersen, architecte danois (en 1923)
- Viggo Mortensen, acteur, poète, musicien, photographe, peintre et éditeur américano-danois, nommé chevalier par la reine Margrethe II de Danemark, le 16 avril 2010.
- Germain Muller, homme de théâtre (en 1968).
- Willy Rohr, militaire allemand.
- Cyrille Schott, préfet (h.) de région (chevalier de 1re classe - 1979)
- Joachim Andersen, flûtiste, compositeur et chef d'orchestre danois (en 1905).
- Christian, baron de Posch, maître des cérémonies de la cour royale de Belgique.
- Général-baron Henri Guillaume.
- Lars Hillingsø, styliste danois (en 1994).
- Ásgrímur Jónsson, (1876-1958), peintre islandais.
- Anders Johan Sjögren, linguiste finlandais, 1846
- Lieutenant général chevalier et député, Carl Wilhelm Lange, 1834, marié à Antoinette de pontavice, bâtarde du roi Frédérick VI en 1807, décernés a lui et ces descendant Lange et Lange
- Robert Hervé (1910-1999), militaire et négociant français, officier du bataillon du Pacifique, consul honoraire du Danemark à Tahiti
- Jean Diodati (1732-1807), comte, ministre plénipotentiaire du duc de Mecklembourg